# Шемена, Семён Иванович
Семён Иванович Шемена (26 февраля 1903, Новая Осота, Киевская губерния — ноябрь 1965, Москва) — начальник Управления МВД по Одесской области, генерал-майор (1945).

## Биография
Родился в бедной крестьянской семье. Работал в своём хозяйстве. Окончил высшее начальное училище, а в 1920 дорожно-строительный техникум, окружную партийную школу. Сотрудник органов госбезопасности. с 17-летнего возраста, в 1920 начал работать в ВЧК. С 1925 помощник уполномоченного, уполномоченный, начальник отделения Контрразведывательного отдела и Особого отдела ГПУ УССР. В январе 1930 года был принят в ВКП(б) Журёвлевским райкомом КП(б)У города Харькова (партбилет № 1257526). С 1931 начальник Особого отдела Волынского оперативного сектора ГПУ, начальник Особого отдела Днепропетровского областного отдела ГПУ. В 1932—1933 начальник Проскуровского городского отдела ГПУ, затем в Иностранном отделе ОГПУ СССР: работал по линии Иностранного отдела (ИНО) в Чехословакии. С 1936 начальник 1-го отделения ИНО ГУГБ НКВД СССР.
В феврале 1938 партком ГУГБ НКВД вынес С. И. Шемене «строгий выговор с предупреждением за притупление чекистской и партийной бдительности». Это было связано с тем, что в 1937 была арестована жена С. И. Шемены — Любовь Александровна Гаврилова (1908—после 1966) по делу её первого мужа Брезовского (Брензовского); ее обвиняли не только в связях с бывшим мужем Бржезовским (так правильно — ВП), но и в работе на бывшего резидента Польской разведки И. И. Сосновского. Якобы она помогла Сосновскому завербовать бывшего начальника штаба 1-го корпуса Соколова, передав ему документы, компрометирующие этого командира, по словам следствия Сосновский от неё получал ценную информацию, похищаемую из ОО ОГПУ 1-го кавалерийского корпуса в Проскурове (где начальником ОО был её муж Шемена).
«В июне 1937 года была арестована моя жена в связи с делом первого её мужа Брезовского, — объяснял впоследствии на одном из партсобраний сам С. И. Шемена. — За что был арестован муж для меня неизвестно. За Гавриловой, с которой я прожил четыре года, ничего плохого не замечал и вины её в действиях бывшего мужа нету. После ареста Гавриловой я подал заявление в партийный комитет и администрации, чтобы выяснить своё положение, мне ответили, что вы ничего общего не имеете с арестом жены, продолжайте работать, как работали. Но через некоторое время вопрос был поставлен на парткоме УГБ НКВД СССР, где меня обвинили в том, что я за четыре года должен был её изучить, мне вынесли строгий выговор с предупреждением за притупление чекистской бдительности».
«В лагере товарищ Шемена показал себя, как коммунист дисциплинированный, политически выдержанный, обладает как руководитель организаторскими способностями, принимает активное участие в партийно-политической работе. Является членом партбюро, депутатом Райсовета. Производственный план желдорстроительства выполнен в 1939 году на 102 %». Констатировав это, парткомиссия при политотделе СЖДЛ НКВД в феврале 1940 года приняла решение «партвзыскание — строгий выговор с предупреждением — снять».
О встрече с С. И. Шеменой в своей книге «НКВД изнутри. Записки чекиста» рассказывает работник НКВД М. П. Шрейдер: «Как-то к нему в гости приехал на один день его бывший сослуживец и товарищ Семён Иванович Шемена, с которым Николай Иванович Добродицкий познакомил. От Добродицкого я узнал, что в то время жена Шемены была арестована якобы как шпионка, а сам он находился в резерве и ещё не знал, куда его забросит судьба». Был переведён на работу заместителем начальника 3-го отдела НКВД города Рыбинска.
С 10 мая 1938 до 1944 начальник только что организованного Северного железнодорожного ИТЛ НКВД, также заместитель начальника Главного управления по делам военнопленных и интернированных НКВД СССР. За выполнение правительственного задания по строительству железнодорожной линии Котлас — Кожва был награждён орденами Ленина и «Знак Почёта», получил звание генерал-майора.
С 1946 начальник Управления МВД Одесской области.
С 1948 до 1955 на различных должностях в системе ГУЛага МВД СССР в городах Сусуман, Красноярск, Свердловск. С 22 декабря 1949 по 25 января 1951 был начальником Западного ИТЛ Дальстроя, до 22 октября 1952 начальник Чаунского ИТЛ Дальстроя, в который входил в качестве ОЛП № 12 Бутугычаг, известный своей высокой смертностью. Начиная с 21 декабря 1952 года, командовал ИТЛ строительства железной дороги Красноярск — Енисейск. С 17 сентября 1954 — начальник Красногорлага.
С 28 сентября 1955 в отставке.

### Звания
- капитан государственной безопасности, 03.11.1936;
- подполковник, 11.02.1943;
- полковник, 15.04.1943;
- комиссар государственной безопасности, 11.01.1945;
- генерал-майор, 09.07.1945.

## Награды
- Два ордена Ленина
- Два ордена Красного Знамени
- Орден Кутузова II степени (21.6.1945)[11]
- Орден Отечественной войны I (?) степени
- Два ордена «Знак Почёта»
- Наградное боевое оружие (1929)
- Знак «Почётный чекист»

## Комментарии
1. ↑  Из воспоминаний заключенной Севжелдорлага А. Е. Вайнштейн:  "Ярославская тюрьма – это бывший столыпинский централ. Первые дни знакомились, но больше молчали, смотрели друг на друга и молчали. Может, боимся друг друга? Люба совсем молодая, только начала жить, она сама начала рассказывать о себе. Люба, пусть недолго, жила в сфере самых ответственных работников НКВД. Отец ее был машинистом высшего класса на железной дороге, водил паровоз за границу. Жили они на Украине, в Виннице. Отец умер. Кончила школу. Жить стало труднее. На молодежных встречах в городе бывали сотрудники НКВД. Новый начальник, поляк (Бжезовский или Бжезинский), увлекся ею. Ходил к ее матери просить, чтобы Люба вышла за него замуж. В конце концов, мать благословила. Люба вышла, без всякого желания, за него замуж. Через некоторое время произошла смена руководства НКВД Винницы. Приехал молодой, интересный Семен Шемена. Они полюбили друг друга, и Люба ушла от первого мужа. Но ее арестовали и именно судили за первого мужа. Рассказ её был коротким. <...> Как позднее узнали, первый этап из Ярославской тюрьмы был в Магадан, Колыму, бухту Нагаево[6]". Любовь Александровна Гаврилова-Шемена выжила на Колыме, потому что ей, хорошей рукодельнице, удалось быть «при доме» жены начальника лагеря[7].
2. ↑  С. И. Шемена умышлено или случайно путает точное имя первого мужа Гавриловой. Это был майор ГБ Ю. И. Бржезовский[5], арестованный 5 мая 1937 года и расстрелянный 21 августа того же года[8].